# Wie schön leuchtet der Morgenstern, BWV 1
Wie schön leuchtet der Morgenstern (BWV 1) ist eine Kirchenkantate von Johann Sebastian Bach, die auf dem gleichnamigen Choral von Philipp Nicolai aus dem Jahre 1599 basiert.

## Entstehung
Das Werk wurde für das Fest Mariä Verkündigung (25. März) im Jahre 1725 von Bach als Choralkantate komponiert. Der unbekannte Textdichter hat dabei nur die erste und siebte Strophe im Wortlaut übernommen, die anderen Strophen wurden zu Rezitativen und Arien umgedichtet.

## Thematik
Nicolais Choraltext besingt die Freude des Gläubigen über die Geburt Jesu.

## Aufbau und Besetzung
Das Werk hat sechs Sätze:
1. Chor: Wie schön leuchtet der Morgenstern
2. Rezitativ (Tenor): Du wahrer Gottes und Marien Sohn
3. Arie (Sopran): Erfüllet, ihr himmlischen göttlichen Flammen
4. Rezitativ (Bass): Ein irdscher Glanz, ein leiblich Licht
5. Arie (Tenor): Unser Mund und Ton der Saiten
6. Choral: Wie bin ich doch so herzlich froh

- Soli: Sopran, Tenor, Bass
- Chor: Sopran, Alt, Tenor, Bass
- Instrumentalstimmen: Horn I/II, Oboe da caccia I/II, Solo-Violine I/II, Tutti-Violine I/II, Viola, Basso continuo

## Besonderheiten
Während im aufwendig angelegten Eingangschor die Hörner die Orchester- und Liedmelodie stützen, repräsentieren die Violinen mit ihrem konzertanten Spiel in hoher Lage das Funkeln des Morgensterns.